# Ella Waldenström
Hilda Gabriella (Ella) Josefina Waldenström, född 12 maj 1863 i Västra Vingåker, Södermanlands län, död 24 juli 1955 i Stockholm, var en svensk teckningslärare, tecknare och konsthantverkare.
Hon var dotter till kaptenen och järnvägsingenjören Gustaf Frithiof Waldenström och Katharina Elisabeth Maria Cöster. Waldenström utbildade sig till teckningslärare vid Tekniska skolan i Stockholm och avlade teckningslärarexamen 1890. Hon anställdes 1892 som lärare i frihandsteckning vid Tekniska skolan. Som konstnär arbetade hon med ciselerat läder och Exlibris. Hon var representerad vid en internationell Exlibrisutställning i Budapest 1913. Waldenström är begravd på Uppsala gamla kyrkogård. 